# آکر آسا
آکر آسا (انگلیسی: Aker ASA) شرکت هلدینگ نروژی است، که در سال ۲۰۰۴ توسط شیل اینگ روکه تأسیس شد.